# 曽根圭介
曽根 圭介（そね けいすけ、1967年4月21日 -）は、日本の小説家。

## 略歴・人物
静岡県生まれ。静岡県立沼津東高等学校在学中には空手道部に所属し、NHKアナウンサーの佐々木彩は部の後輩であった。高校卒業後、1浪を経て早稲田大学商学部へ進学するが、後に中退。「25歳まではブラブラするから」と親に宣言し、アルバイト生活を続ける。25歳になった時にいよいよまずいと思い始め、池袋のホテルに正社員として就職。サウナ部門で5年間、漫画喫茶の店長など4店舗の統括運営管理者として5年間、計10年間働いたが、4週間で休みは6日という日々に消耗し、退職。36歳で無職になるが、貯金があったため毎日図書館で本を読むという生活を1年続ける。しかし読むだけの日々にも飽きがきたため、一度書いてみるかと執筆を決意。完成に5か月かかった初めての作品「蟷螂之斧」を江戸川乱歩賞に応募したところ、1次審査を通過する。のちに振り返っても、この時が1番嬉しかったという。
その後「沈底魚」を執筆し、完成するもストーリー展開が気に入らず鬱々とした日々を過ごす。気分転換にと別の短編作品「鼻」を書いたところ、2007年の第14回日本ホラー小説大賞短編賞を受賞。その後「沈底魚」を改めて書き直し、同年、第53回江戸川乱歩賞を受賞した。受賞時のペンネームは曽根狷介（けんすけ）。2009年、「熱帯夜」で第62回日本推理作家協会賞短編賞を受賞。2021年「藁にもすがる獣たち」が韓国で映画化された。
趣味は山登り。

## 受賞・候補歴
- 2007年
  - 『鼻』で第14回日本ホラー小説大賞短編賞を受賞。
  - 『沈底魚』で第53回江戸川乱歩賞を受賞。
- 2009年
  - 『熱帯夜』で第62回日本推理作家協会賞短編賞を受賞。

## 作品

### 単著
- 沈底魚（2007年8月 講談社 / 2010年8月 講談社文庫）
- 鼻（2007年11月 角川ホラー文庫）
  - 収録作品：暴落 / 受難 / 鼻
- あげくの果て（2008年10月 角川書店）
  - 【改題】 熱帯夜（2010年10月 角川ホラー文庫）
    - 収録作品：熱帯夜 / あげくの果て / 最後の言い訳
- 図地反転（2009年9月 講談社）
  - 【改題】本ボシ（2012年8月 講談社文庫）
- 藁にもすがる獣たち（2011年8月 講談社 / 2013年8月 講談社文庫）
- 殺し屋.com（2013年8月 角川書店）
  - 【改題】暗殺競売（オークション）（2017年2月 角川文庫）
- TATSUMAKI 特命捜査対策室7係（2014年11月 講談社 / 2016年11月 講談社文庫）
- 工作名カサンドラ（2015年7月 朝日新聞出版 / 2018年2月 朝日文庫）
- 黒い波紋（2017年6月 朝日新聞出版）
- 腸詰小僧 曽根圭介短編集（2019年8月 光文社 / 2022年8月 光文社文庫）
  - 収録作品：腸詰小僧 / 解決屋 / 父の手法 / 天誅 / 成敗 / 母の務め / 留守番

### アンソロジー
「」内が曽根圭介の作品
- ザ・ベストミステリーズ 2009 推理小説年鑑（2009年7月 講談社）「熱帯夜」
  - 【分冊・改題】Bluff 騙し合いの夜 ミステリー傑作選（2012年4月 講談社文庫）
- NOVA 2 書き下ろし日本SFコレクション（2010年7月 河出文庫）「衝突」
- ザ・ベストミステリーズ 2010 推理小説年鑑（2010年7月 講談社）「老友」
  - 【分冊・改題】BORDER 善と悪の境界 ミステリー傑作選（2013年11月 講談社文庫）
- 現場に臨め（2010年10月 光文社カッパ・ノベルス / 2014年4月 光文社文庫）「天誅」
- ザ・ベストミステリーズ 2011 推理小説年鑑（2011年7月 講談社）「義憤」
  - 【分冊・改題】Shadow 闇に潜む真実 ミステリー傑作選（2014年11月 講談社文庫）
- 宝石 ザ ミステリー2（2012年12月 光文社）「腸詰小僧」
- ザ・ベストミステリーズ 2013 推理小説年鑑（2013年4月 講談社）「妄執」
  - 【分冊・改題】Esprit 機知と企みの競演 ミステリー傑作選（2016年11月 講談社文庫）
- 宝石 ザ ミステリー2014冬（2014年12月 光文社）「解決屋」
- 宝石 ザ ミステリー Red（2016年8月20日 光文社）「留守番」
- ザ・ベストミステリーズ 2017 推理小説年鑑（2017年5月 講談社）「留守番」
- ザ・ベストミステリーズ 2019 推理小説年鑑（2019年6月 講談社）「母の務め」
  - 【改題】2019 ザ・ベストミステリーズ（2022年4月 講談社文庫）
- 超短編！ 大どんでん返し（2021年2月 小学館文庫）「尋問」
- ミステリーアンソロジー 大逆転（2023年2月 朝日文庫）「母の務め」
- 日本ホラー小説大賞《短編賞》集成2（2023年11月 角川ホラー文庫）「鼻」